# ドルショック竹下
ドルショック竹下（ドルショックたけした、1980年5月11日 - ）は、日本の漫画家、ライター。千葉県出身。女性。早稲田大学第一文学部文芸専修卒。血液型はB型。星座は牡牛座。好きな花は芍薬。
体験ルポものを中心に、レディースコミックや各出版社の実話誌などで成人向け漫画を描く傍ら、新宿を中心とした成人向けイベントに不定期で出演している。

## 連載
- エロス番外地（漫画ナックルズ、ミリオン出版、毎月16日発売）
- おとなり裁判ショー!!（ご近所スキャンダル、竹書房、毎月22日発売）

不定期
- 性のお悩みに答えたり答えなかったり 天狗かうんせりんぐ（TENGU、ジーオーティー、毎月18日発売）
- フライデーダイナマイト（講談社、不定期刊）

## 著書
- セックス・ダイエット（2009年、ミリオン出版）